# مبارزه با شیطان
مبارزه با شیطان فیلمی به کارگردانی و نویسندگی ژوزف واعظیان محصول سال ۱۳۵۰ است.

## خلاصه داستان
مراد به دستور مباشر همسر افراسیاب میرزا را به قتل می‌رساند، و بچهٔ او را به بی بی و شوهرش اکبر می‌سپارد…

## بازیگران
- رضا بیک ایمانوردی
- فرانک میرقهاری
- دلیله نمازی
- هوشنگ بهشتی
- داریوش اسدزاده
- نرسی کرکیا
- اکبر خواجوی
- عشقی
- گیتی فروهر
- بیگلری
- یعقوبی
- نصیری
- آنوشاوان هاروتیونیان